# Kumbakonam (Taluk)
Der Taluk Kumbakonam (Tamil: கும்பகோணம் வட்டம்) ist ein Taluk (Subdistrikt) des Distrikts Thanjavur im indischen Bundesstaat Tamil Nadu. Hauptort ist die namensgebende Stadt Kumbakonam. Der Taluk Kumbakonam hat rund 440.000 Einwohner.

## Geografie

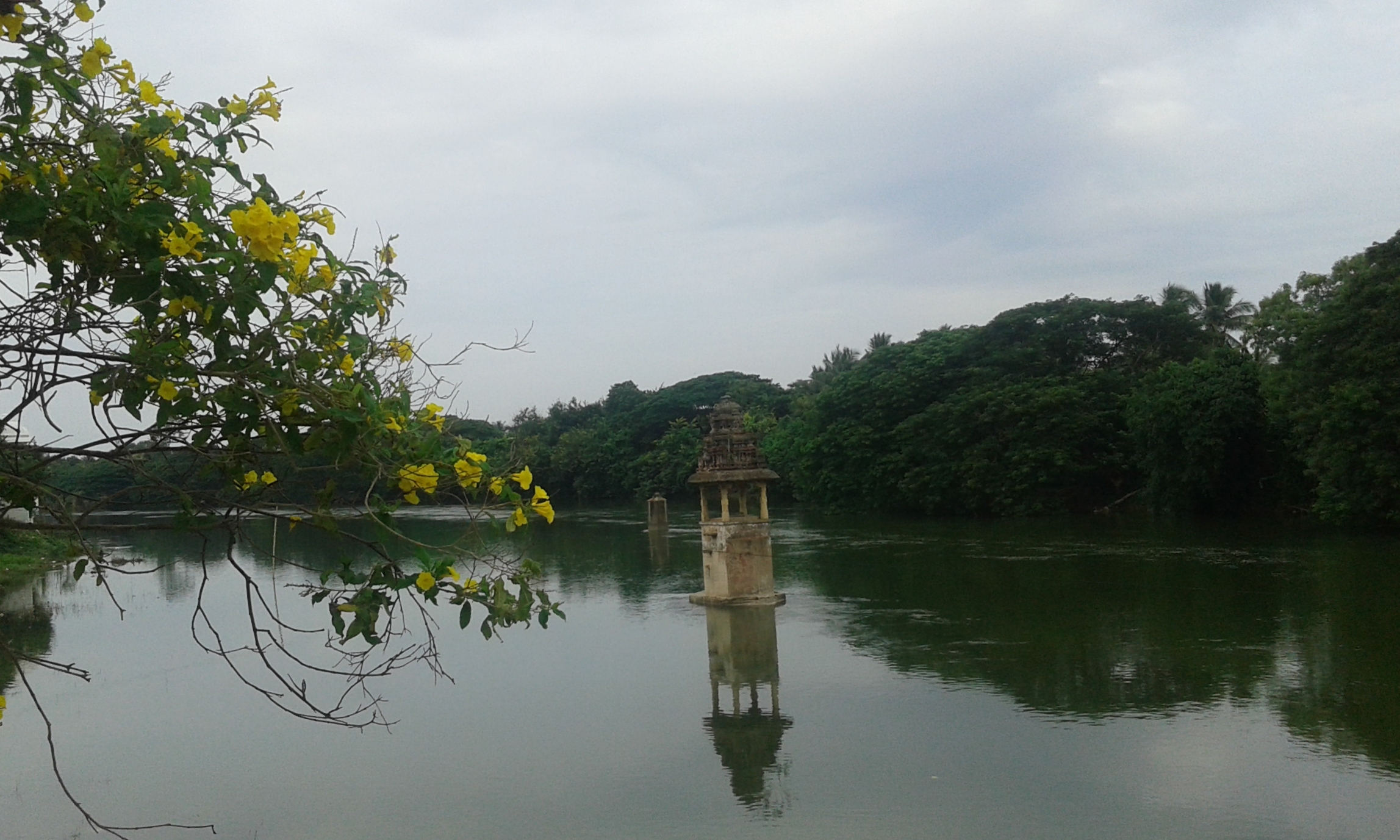
Der Kaveri-Fluss bei Kumbakonam

Der Taluk Kumbakonam liegt im Kaveri-Delta im Osten des Distrikts Thanjavur. Das Gebiet des Taluks wird im Norden vom Kollidam, dem nördlichsten Mündungsarm des Kaveri-Flusses, begrenzt und wird von mehreren in West-Ost-Richtung fließenden Mündungsarmen des Kaveri durchflossen. Von Norden nach Süden sind dies der Manniyar, der Palavar, der Kaveri-Hauptarm, der Arasalar, der Nattar, der Keerthiman, der Tirumalarajanar und der Mudikondan. Im Süden bildet der Kudamurutti die Grenze des Taluks.
Der Taluk Kumbakonam grenzt im Nordosten an den Taluk Tiruvidaimarudur (Distrikt Thanjavur), im Osten an den Taluk Kuthalam (Distrikt Mayiladuthurai), im Südosten an den Taluk Kodavasal, im Südwesten an den Taluk Valangaiman (beide Distrikt Tiruvarur), im Westen an den Taluk Papanasam (Distrikt Thanjavur) und im Norden an den Taluk Udayarpalayam (Distrikt Ariyalur).

## Bevölkerung
Nach der Volkszählung 2011 hat der Taluk Kumbakonam 436.592 Einwohner. 51 Prozent der Bevölkerung lebt in Städten, 49 Prozent in ländlichen Gebieten. 87 Prozent der Einwohner des Taluks Kumbakonam sind Hindus, 8 Prozent sind Muslime und 5 Prozent Christen. Die Hauptsprache ist, wie in ganz Tamil Nadu, das Tamil, das nach der Volkszählung 2001 von 96 Prozent der Bevölkerung als Muttersprache gesprochen wird.

## Städte und Dörfer
Zum Taluk Kumbakonam gehören die folgenden Orte (in Klammern die Einwohnerzahlen nach der Volkszählung 2011):
Städte:
- Annalagraharam (11.129)
- Cholapuram (6.803)
- Dharasuram (15.326)
- Kumbakonam (140.156)
- Natchiarkoil (7.505)
- Perumandi (8.620)
- Swamimalai (7.289)
- Tirunageswaram (15.082)
- Ullur (11.673)

Dörfer:
| - Agarathur (1.439) - Ammachatram (2.967) - Ammangudi (1.488) - Ammathottam (297) - Andakudi Thottam (0) - Andalur (309) - Ariyapadaiveedu (1.103) - Asur (2.280) - Athiyur (2.633) - Bapurasapuram (3.593) - Devanancheri (2.991) - Elandurai (1.165) - Enanallur (2.322) - Eraharam (1.222) - Inam Asur (724) - Injikollai (3.601) - Innambur (3.042) - Irandankattalai (857) - Kadichambadi (1.971) - Kallapuliyur (2.259) - Kallur (2.741) - Karuppur (1.531) - Katchukattu (998) - Kattur (1.477) - Keelakorukkai (1.464) - Keeranur (1.486) | - Koranattu Karuppur I (2.349) - Koranattu Karuppur II (6.347) - Kothangudi (2.013) - Kothangudi (1.806) - Kothangudithattimal (1.001) - Kovanur (2.226) - Kovilacheri (1.700) - Krishnapuram (2.581) - Kumaramangalam (1.409) - Kumarankudi (1.554) - Madhavapuram (107) - Malayappanallur (1.712) - Mallapuram (1.478) - Mangudi (2.160) - Marudanallur (2.730) - Marutadi (135) - Mathur (2.547) - Melakaveri (1.609) - Melakorukkai (2.521) - Miruthiyanchapadaiveedu (2.390) - Mukasa Innambur Thenpathi (395) - Muppakoil (510) - Nachiarthottam (66) - Nagagudi (1.499) - Nagarasampettai (2.336) - Neerathanallur (3.651) | - Palaiyanallur (152) - Palavathankattalai (6.752) - Pangal (413) - Paruthicheri (1.051) - Patteeswaram (7.182) - Patteeswaram Padugai (11) - Perappadi (1.500) - Poundarigapuram (3.175) - Puthagaram (1.796) - Sakkottai (3.625) - Sarangapanipettai (453) - Seerannakattalai (0) - Sembiavarambal (1.134) - Semmangudi (3.099) - Seshambadi (2.030) - Sholamaligai (5.446) - Sivapuram (1.133) - Srinivasanallur (2.091) - Sundaraperumalkoil Thenpathi (77) - Sundaraperumalkoil Vadapathi (1) - Thandalam (1.496) - Thandanthottam (3.741) - Thenampadugai (3.370) - Thenampadugai Thattimal (669) - Thillaiyambur (3.441) - Thimmakudi (994) | - Thippirajapuram (3.817) - Thukkatchi (2.493) - Tirucherai (3.182) - Tirunallur (1.126) - Tirunariyur (6.786) - Tiruppandurai (1.385) - Tiruppurambiyam (5.505) - Tiruvalanjuli (11.804) - Tiruvalanjuli Thattimal (682) - Udaiyalur (3.156) - Uthamadani (1.342) - Valaiyapettai (5.864) - Valapuram (3.519) - Vanduvancheri (785) - Vaniyakarambai (804) - Varvankarai Semmangudi (36) - Velangudi (309) - Vellalapillayampettai (245) - Vilandakandam (2.129) - Vilangudi (1.248) - Villiyavarambal (1.158) - Visalur (2.003) - Vittalur (1.807) |

## Sehenswürdigkeiten

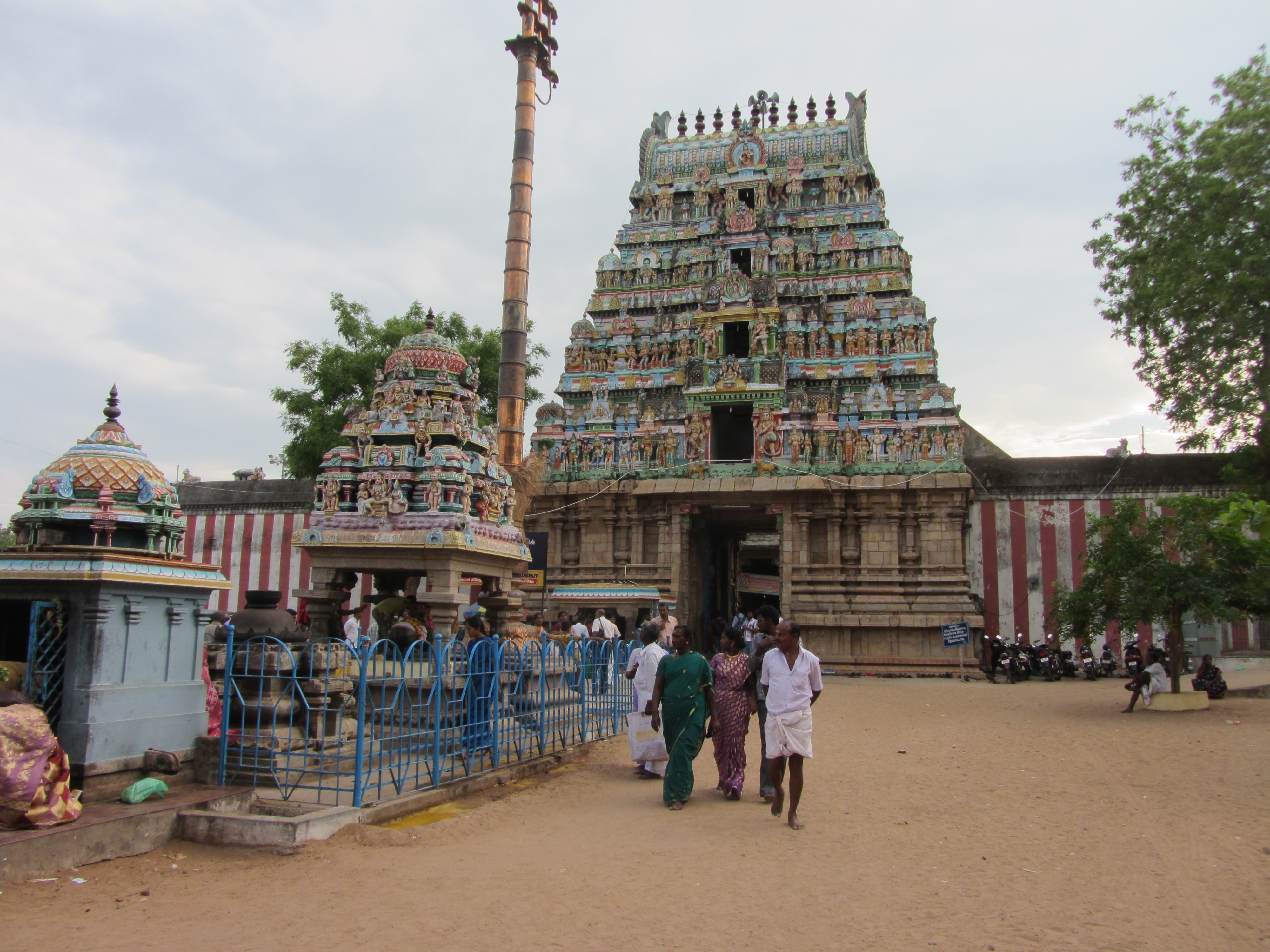
Der Shiva-Tempel von Tirunageswaram

Das Kaveri-Delta, zu dem der Taluk Kumbakonam gehört, ist eine kulturgeschichtlich reiche Region mit zahlreichen bedeutenden hinduistischen Stätten. Der Hauptort Kumbakonam ist eine wichtige Tempelstadt. Hier findet alle zwölf Jahre das Mahamaham-Fest statt, das Millionen Pilger anzieht. Aber auch in den Dörfern in der Umgebung Kumbakonams finden sich zahlreiche alte Hindutempel. Allein 19 der 274 heiligen Orte des tamilischen Shivaismus (Padal Petra Sthalams), befinden sich im Taluk Kumbakonam. Dies sind drei Tempel in Kumbakonam-Stadt (der Adi-Kumbeswarar-Tempel, der Nageswaraswamy-Tempel und der Kasi-Viswanathar-Tempel) sowie die Shiva-Tempel von Kottaiyur, Innambur, Tiruppurambiyam, Tirusakthimutram, Patteeswaram, Palaiyarai, Tiruvalanjuli, Tirunageswaram, Tiruppandurai, Tirunariyur, Alagaputhur, Sivapuram, Sakkottai, Marudanallur, Tirucherai und Nalur Mayanam. Von den 108 Heiligtümern des tamilischen Vishnuismus (Divya Desams) liegen sechs im Taluk Kumbakonam. Dies sind der Sarangapani-Tempel in Kumbakonam-Stadt und die Vishnu-Tempel von Tirupullabhoothangudi, Tirunageeswaram, Natchiyarkoil, Tirucherai und Nathan Kovil.
Der Shiva-Tempel von Tirunageswaram beherbergt zudem einen Nebenschrein für Rahu, die Personifikation des absteigenden Mondknotens, und gehört damit zu den Navagraha-Tempel, einer Gruppe von neun Tempeln, die den hinduistischen Planetengottheiten geweiht sind. Schließlich befindet sich noch in Swamimalai eine der sechs Wallfahrtsstätten des populären Gottes Murugan (Arupadaiveedu).
In architektonischer Hinsicht ist der Airavateshvara-Tempel von Dharasuram hervorzuheben. Im 12. Jahrhundert erbaut gehört er zu den bedeutendsten Beispielen für die Baukunst der Chola-Epoche. Zusammen mit dem Brihadishvara-Tempel von Thanjavur und dem Brihadishvara-Tempel von Gangaikonda Cholapuram gehört er zum UNESCO-Weltkulturerbe
(siehe Große Tempel der Chola-Dynastie).